# Бросание лисицы

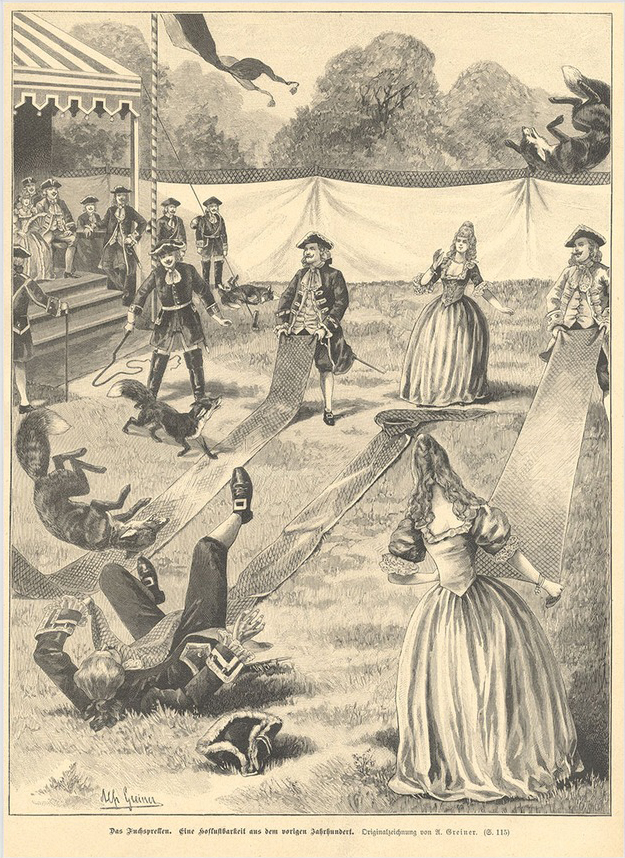

Бросание лисицы (нем. Fuchsprellen) было распространённым состязательным развлечением (кровавой забавой) в некоторых частях Европы в XVII и XVIII веках и заключалось в подбрасывании живых лисиц и прочих животных как можно выше в небо. Бросание обычно происходило в лесу или во внутреннем дворе замка или дворца, на круглой площадке, ограждённой натянутым холстом.
Два человека становились на расстоянии шести-семи метров друг от друга, держась за концы пращи, которая раскладывалась между ними на земле. Затем на арену выпускался зверь. Когда он пробегал между игроками, те изо всех сил дёргали за концы пращи, подкидывая животное в воздух. Победа в состязании присуждалась за самый высокий бросок. Высота бросков опытных игроков могла достигать семи метров и более. Случалось, что параллельно раскладывали сразу несколько пращей, чтобы в бросании одного животного могло поучаствовать подряд несколько команд.
Для бросаемого животного исход, как правило, был трагичен. В Дрездене на устроенном курфюрстом Саксонии Августом Сильным состязании было брошено и погибло 647 лисиц, 533 зайца, 34 барсука и 21 лесная кошка. Август лично принял участие в состязании. По рассказам, демонстрируя свою силу, он удерживал свой конец пращи одним пальцем, тогда как с другой стороны её держали двое самых сильных слуг.
Бросанием увлекались и другие правители. Шведский посланник с удивлением описывал, как император Священной Римской империи Леопольд I в компании мальчишек и придворных карликов добивал лисиц, покалеченных на состязании в Вене в 1672 году.
Игра была особенно популярна среди смешанных пар, соперничество между которыми дополняло всеобщее веселье. На упомянутом дрезденском состязании на игровую площадку было выпущено 34 кабана «к великому удовольствию кавалеров, но к ужасу благородных дам, чьи пышные юбки-панье были приведены дикими свиньями в полный беспорядок, к бесконечному веселью собравшейся знатной компании». На том же состязании для бросания впервые были приспособлены три волка, однако сведений о реакции участников на этот счёт не сохранилось.
Иногда бросание лисиц составляло часть бала-маскарада; при этом и само животное, и его бросатели бывали наряжены разными персонажами. Мужчины одевались героями мифов, римскими воинами, сатирами, кентаврами или шутами. Женщины изображали нимф, богинь и муз. Несчастных зверей — зайцев и лис — украшали бумагой, яркими лоскутами и мишурой; иногда наряд карикатурно изображал некую хорошо известную личность. По завершении игры гости устраивали факельное шествие или пышный банкет.